# Liste der Baudenkmäler in Detmold-Diestelbruch
Die Liste der Baudenkmäler in Detmold-Diestelbruch enthält die denkmalgeschützten Bauwerke auf dem Gebiet von Detmold-Diestelbruch in Nordrhein-Westfalen (Stand: September 2024). Diese Baudenkmäler sind in der Denkmalliste der Stadt Detmold eingetragen; Grundlage für die Aufnahme ist das Denkmalschutzgesetz Nordrhein-Westfalen (DSchG NRW).
| Bild                          | Bezeichnung                   | Lage                        | Beschreibung | Bauzeit | Eingetragen seit | Denkmal- nummer |
| ----------------------------- | ----------------------------- | --------------------------- | ------------ | ------- | ---------------- | --------------- |
| Dreiständer-Fachwerkbau       | Dreiständer-Fachwerkbau       | Dahlsheider Straße 8 Karte  |              |         | 5. März 1985     | 074             |
| Vierständer-Fachwerkhaus 1664 | Vierständer-Fachwerkhaus 1664 | Vahlhauser Straße 44 Karte  |              |         | 8. Oktober 1985  | 140             |
| Fachwerkhaus                  | Fachwerkhaus                  | Neue Reihe 6 Karte          |              |         | 14. Mai 1986     | 169             |
| Vierständer-Fachwerkhaus      | Vierständer-Fachwerkhaus      | Lübecker Straße 14 Karte    |              |         | 23. Juni 1987    | 227             |
| BW                            | Torbogen                      | Neue Reihe 10 Karte         |              | 1742    | 3. Februar 1988  | 256             |
| BW                            | Fachwerkbauernhaus            | Im Hain 6 Karte             |              |         | 13. März 1991    | 374             |
| BW                            | Deelentorgestell von 1778     | Remmighauser Straße 6 Karte |              | 1778    | 11. März 1997    | 514             |

- Karte mit allen Koordinaten:
- OSM |
- WikiMap